# Stekelhoren
De stekelhoren (Ocenebra erinaceus) is een in zee levende slakkensoort uit de familie Muricidae.

## Algemeen

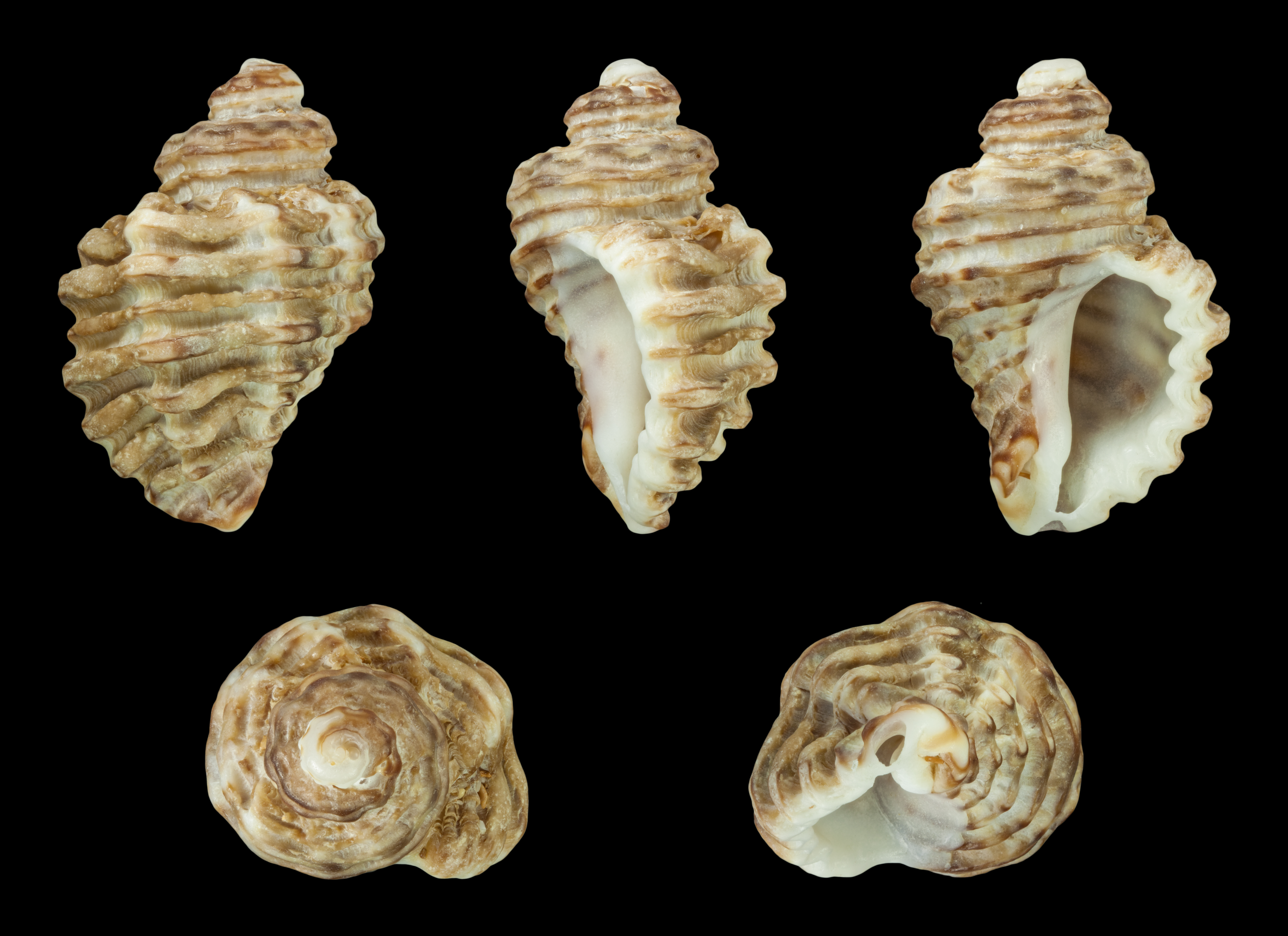
Ocenebra erinaceus torosa

De verse schelp is met oneffenheden bedekt en kan tot 5 cm groot zijn. Bij de exemplaren die men op het strand aantreft, zijn deze oneffenheden meestal afgesleten.
De stekelhoren voedt zich met kokkels, venusschelpen en andere weekdieren, maar ook met zeepokken en kokerwormen. Hij kan voor mossel- en oesterbanken zeer schadelijk zijn, want met zijn rasptong (radula) doorboort de predator de schelpen van deze dieren om tot bij hun vlees te komen. In het Frans staat deze soort dan ook bekend als "perceur" of "cormaillot".
Stekelhorens leven voor de kust van Bretagne en spoelen in België en Nederland zelden aan.